# Хімічна реактивність
Хімічна реактивність — здатність речовини вступати у хімічну реакцію. Хімічна реактивність не є термодинамічною чи кінетичною величиною та використовується для якісного позначення інертності речовини або здатності її вступати у реакцію.
Приклад:
- За нормальних умов калій реагує з вологою повітря, проявляє при цьому високу хімічну реактивність.
- Калій в атмосфері аргону чи під сухим петролейним етером не вступає у реакцію та проявляє незначну хімічну реактивність, отже він інертний.

Термодинамічно хімічна реактивність залежить від вільної ентальпії, енергії Гіббса, величин, які вказують, скільки енергії може виділити речовина при хімічній реакції. Кінетичною величиною хімічної реактивності виступає енергія активації — енергія, необхідна для вступу речовини в хімічну реакцію.